# Gyula Molnár (politik)
Gyula Molnár (* 17. srpen 1961, Budapest) je maďarský levicový politik, od června 2016 předseda Maďarské socialistické strany (MSZP), v letech 1994 až 2010 poslanec maďarského parlamentu, v období 2002 až 2010 starosta XI. obvodu v Budapešti.

## Biografie
Narodil se roku 1961 do rodiny vojenského důstojníka Gyuly Molnára a obchodní zastupkyně Erzsébet Horváth v Budapešti v tehdejší Maďarské lidové republice. Odmaturoval na střední odborné škole Than Károly Vegyipari Szakközépiskola, a poté rok pracoval jako technik. Univerzitní studia dokončil roku 1986 v Moskvě v oboru inženýrství textilní chemie. Poté pracoval v Maďarsku u Magyar Selyemipar Vállalat, později se stal ředitelem společnosti Tricolnvest Kft. V roce 1989 se oženil s právničkou Rózsa Bóta, se kterou má syna Gergelye (* 1990). Se druhou manželkou má syna Gábora Milána (* 2016). Hovoří anglicky, maďarsky a rusky.
V říjnu 2013 byl odsouzen na 8 měsíců za zneužití veřejné funkce při privatizaci pozemků u zátoky Lágymányos v Budapešti. V květnu 2014 byl Kúrií vydán druhý rozsudek, ve kterém byl zproštěn obvinění.

### Politická kariéra
Politickou dráhu započal u Svazu maďarské komunistické mládeže (KISZ), kde byl sekretářem výboru ve III. obvodu hlavního města. Po změně systému v roce 1989/1990 vstoupil do postkomunistické Maďarské socialistické strany. V letech 1998 až 2000 byl místopředsedou strany, v období 2004 až 2007 byl předsedou strany v Budapešti. V červnu 2016 byl zvolen předsedou strany.
- Komunální volby v Maďarsku 1990 — byl zvolen místostarostou XI. obvodu hlavního města Budapešti.
- Parlamentní volby v Maďarsku 1994 — byl zvolen poslancem v jednomandátovém volebním obvodu: Budapest 16.vk.
- Komunální volby v Maďarsku 1994 — ?
- Parlamentní volby v Maďarsku 1998 — byl zvolen poslancem v jednomandátovém volebním obvodu: Budapest 16.vk.
- Komunální volby v Maďarsku 2098 — byl zvolen starostou XI. obvodu hlavního města Budapešti.
- Parlamentní volby v Maďarsku 2002 — byl zvolen poslancem v jednomandátovém volebním obvodu: Budapest 16.vk.
- Komunální volby v Maďarsku 2002 — byl zvolen starostou XI. obvodu hlavního města Budapešti.
- Parlamentní volby v Maďarsku 2006 — byl zvolen poslancem v jednomandátovém volebním obvodu: Budapest 16.vk.
- Parlamentní volby v Maďarsku 2010 — kandidoval, ale nebyl zvolen.
- Komunální volby v Maďarsku 2010 — kandidoval, ale nebyl zvolen.
- Parlamentní volby v Maďarsku 2018 — ?